# Edmond Machtens
Edmond Machtens (Sint-Jans-Molenbeek, 24 mei 1902 - Brussel, 5 december 1978) was een Belgisch socialistisch politicus en gedurende bijna 40 jaar de burgemeester van Sint-Jans-Molenbeek.

## Levensloop
Edmond Machtens, zoon van een leverancier van brood (le 'Bon pain bruxellois') had geen diploma en zag zichzelf als een kind van het 'Volkshuis' geboren in een bescheiden milieu. De politieke carrière van Edmond Machtens, beroepshalve verzekeringsinspecteur bij 'La Prévoyance Sociale',  begon in 1933 als gemeenteraadslid in Sint-Jans-Molenbeek. Na de volgende gemeenteraadsverkiezingen werd hij begin 1939 eerste schepen maar een maand later werd hij reeds benoemd tot burgemeester als opvolger van Louis Mettewie.
Tijdens de Tweede Wereldoorlog was Edmond Machtens zeer actief in het verzet tegen de Duitse bezetter. Dit werd in hoge mate geapprecieerd door de Molenbeekse bevolking en bij de volgende verkiezingen in 1946 behaalde hij een klinkende overwinning met ruim 6000 voorkeurstemmen. Tien jaar later zal hij er zelfs 14.000 behalen. Machtens ging er prat op dat hij iedereen in zijn gemeente kende. Hij groeide uit tot de klassieke burgervader met despotische trekjes die jarenlang een stempel op hun gemeente konden drukken (vergelijkbaar met burgemeester Guy Cudell van Sint-Joost-ten-Noode of Joseph Bracops in Anderlecht). 
Machtens bleef burgemeester tot aan zijn dood in 1978. Tijdens zijn burgemeesterschap verstedelijkte Sint-Jans-Molenbeek in hoge mate. Vooral het westelijke, nog landelijke gedeelte werd in snel tempo verkaveld waardoor Nieuw-Molenbeek ontstond. Hij liet in de jaren 50 het Karreveld grondig restaureren en zat zelfs in deze voormalige hoeve de gemeenteraad voor. Vanuit zijn burgemeestersfunctie oefende Machtens veel invloed uit in de volledige Brusselse regio. Bij elke regeringswissel liet hij de bevolking van Molenbeek geloven dat hij alweer een ministerportefeuille had geweigerd om trouw te kunnen blijven aan zijn gemeente.
Ook zetelde Machtens voor de PSB in de Senaat: van 1946 tot 1977 was hij rechtstreeks gekozen senator voor het arrondissement Brussel.
In 1973 werd hij benoemd tot minister van Staat. 

## Eerbetoon
In Sint-Jans-Molenbeek werden een laan en een plein naar Machtens vernoemd. In 1973, terwijl hij nog burgemeester was, werd het stadion van de nieuw ontstane voetbalploeg RWDM herdoopt in het Edmond Machtensstadion. Het stadion is de thuishaven van RWDM.